# Terp
Un terp, werft, warft, wierde, warden o wurt és un turó artificial, al qual es va construir una masia, una església o un poble per tal de tenir un lloc segur en cas d'inundacions als pòlders inundables als Països Baixos, el nord d'Alemanya (Frísia Oriental) i Dinamarca.
El mot terp és originàriament frisó. La paraula és parent amb les paraules dorp (nl), dörp (nds), dorf (de) que significa poble o veïnat. El dialecte Nord-Frisó i Sater-Frisó encara l'empra per a aquest significat. A la resta de la província de Frísia s'empra amb l'actual significat. El súfix -um en la toponímia sovint és una indicació que el poble a l'origin era un terp. Les diferents paraules es troben en molts topònims, com ara Breddewarden, Eckwarden, Einswarden, Fedderwarden, Golzwarden, Hammelwarden, Langwarden, Sengwarden. Per la toponímia s'han identificat fins a dos mil terps. Plini el Vell ja menciona aquesta forma d'assentament a la seva Naturalis Historia on explica la sort «miserable» dels caucs que han de lluitar contra les forces de la marea i que viuem en cabanes que semblen embacacions naufragades en pujols que van alçar amb molta pena amb les mans.

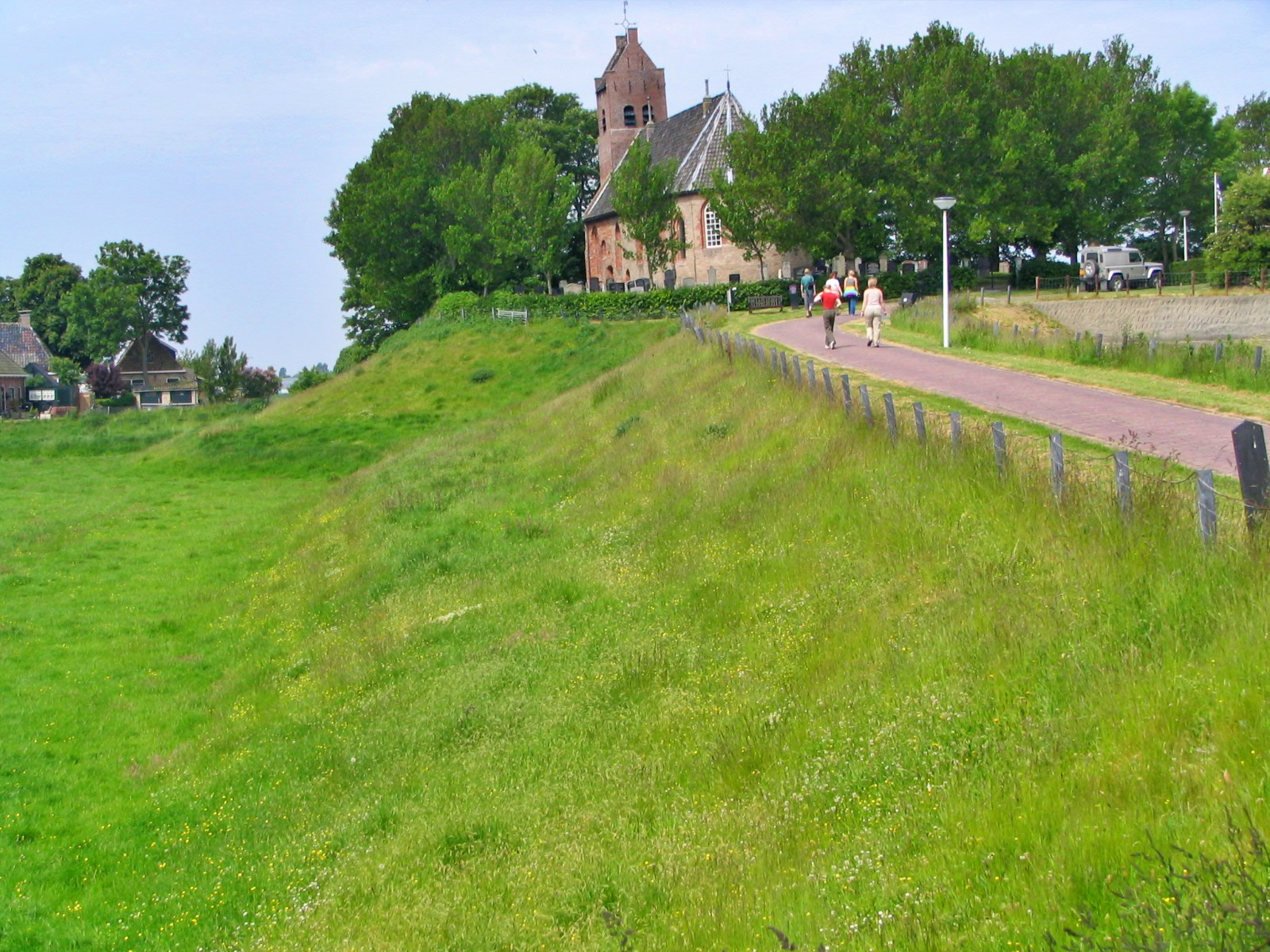
Terp de Hogebeintum

Els primers terps construïts als Països Baixos daten aproximativament de l'any 500 aC. Quan es va desenvolupar els pòlders amb un sistema de dics, weterings i rescloses de desguàs (vers l'any 1200) la tradició de construir terps es va perdre. Sobretot als Països Baixos, des del principi del segle xx es van destruir molts terps, la terra molt fèrtil es va emprar per adobar terres. Des del 1945, es va reconèixer el valor paisagístic i històric i els terps romanents van ser llistats com a monument protegit. El terp més alt dels Països Baixos és Hogebeintum (Hegebeintum), amb 8,80 metres per sobre el nivell mitjà del mar.